# Brunn (Wusterhausen/Dosse)
Brunn ist ein Ortsteil der Gemeinde Wusterhausen/Dosse im Landkreis Ostprignitz-Ruppin in Brandenburg.
Der Ort liegt nordöstlich des Kernortes Wusterhausen/Dosse an der Landesstraße L 142. Westlich erstreckt sich der Klempowsee, der südliche Teil des Bantikower Sees, und verläuft die B 103. Südlich verläuft die B 167 und östlich die A 24. Nordöstlich erstreckt sich das rund 217 ha große Naturschutzgebiet Feuchtgebiet Schönberg-Blankenberg.

## Geschichte

### Gutsdorf
Brunn war als Ortschaft lange ein Gutsdorf, zeitweise bestehend aus vier verschiedenen Rittergütern, teils in den Händen mehrerer bekannter Adelsfamilien. Nicht gänzlich dauerhaft belegbare Ansätze gehen auch zu der gleichnamigen mittelmärkischen Adelsfamilie von Brunn. Die Historie nennt die Familie von Rohr als Grundherr in Brunn. Ein Gut wiederum soll dem Adelsgeschlecht von Burghagen gehört haben. Nachweislich führten die von Bredow die Güter für eine Generation zusammen, Mitte des 18. Jahrhunderts, ein Major von Bredow-Klessen. Dann übernahm der Havelberger Domherr Hans Ernst Wilhelm von Kröcher, 1792, das Besitztum. Bald folgte ihm Maximillian von Romberg, vermählt mit Bertha Gräfin Itzenplitz-Cunersdorf, dann wiederum dessen Neffe Generalleutnant Wilhelm Freiherr von Romberg. Die von Romberg, aus Westfalen stammend, aufgeteilt in einen katholischen und protestantischen Zweig, waren dann lange Gutsbesitzer auf Brunn. Hervorzuheben ist als Gutsherr auf Brunn der Dragoner-Offizier und Träger des Ordens Pour le mérite Konrad von Romberg, verheiratet mit Amalie Gräfin Dönhoff-Dönhoffstädt. Er begann seine Karriere einst auf der Ritterakademie Brandenburg. Seit 1874 besteht die preußische Genehmigung zur Führung des Freiherrentitels. Um 1880 erwähnt das erstmals publizierte Generaladressbuch der Rittergutsbesitzer für Preußen zum kreistagsfähigen Rittergut Brunn eine Fläche von gesamt 452 ha Land. Als Eigentümer wurde Freiherr von Romberg-Gerdauen aufgeführt. Brunn ist dann nicht nur konventionelles Rittergut, sondern gehört zu einem Familienfideikommiss, einer Stiftung zur Regelung und vor allem zur Sicherung der direkten Erbfolge der Eigentümerfamilie. Im Jahre 1914 umfasste das Rittergut Brunn etwa 556 ha, Besitzer war Freiherr von Romberg mit Hauptwohnsitz in Stettin. Kurz vor der großen Wirtschaftskrise 1929/1930 ist Gut Brunn mit konkret 550 ha immer noch im Eigentum eines Freiherren von Romberg, Wohnsitz Stralsund. Brunn ist als landwirtschaftlicher Betrieb verpachtet, an Karl Quinat. Im Mittelpunkt des Gutsbetriebs steht die Schafsviehhaltung, wie überall in Nordostdeutschland. Letzter Gutsbesitzer in Brunn war der Landwirt Friedrich Wilhelm Freiherr von Romberg, verheiratet mit Gräfin Karin von Pfeil und Klein Ellguth. Die Familie lebte mit ihren drei Söhnen dann nach der Bodenreform in Hamburg.

### Eingemeindungen
Am 31. Dezember 1997 erfolgte die Eingemeindung von Brunn in die Gemeinde Wusterhausen/Dosse.

## Sehenswürdigkeiten
- In der Liste der Baudenkmale in Wusterhausen/Dosse sind für Brunn drei Baudenkmale aufgeführt, darunter die Dorfkirche, ein Feldsteinbau aus der ersten Hälfte des 13. Jahrhunderts.

## Persönlichkeiten
- Max von Romberg-Gerdauen; geboren und gestorben in Brunn, Gutsbesitzer, Mitglied des Preußischen Herrenhauses